# 朝日町 (北海道)
朝日町（日语：／ Asahi chō */?）為過去位於北海道上川支廳的行政區劃，位於天鹽川的最上游，緊鄰北見山地。已於2005年9月1日與士別市合併，目前為士別市的合併特例區。合併前人口不到2,000人，為北海道人口最少的町。町名來自從上士別村分離時位於原村的東方，故命名「朝日」。

## 歷史
- 1949年8月20日：朝日村從上士別村（現已併入士別市）中分割獨立設置。[2][3]
- 1962年1月1日：改制為朝日町。
- 2005年9月1日：與士別市合併為新設立的士別市。

## 產業
以稻作為主，是著名的糯米產地，產量為北海道第一。

## 交通

### 道路
道道
- 北海道道61號士別瀧之上線
- 北海道道101號下川愛別線

## 觀光景點
- 岩尾內湖：位於天鹽川上游，由於興建水庫所產生的湖。

## 教育

### 中學校
- 朝日町立朝日中學校

### 小學校
- 朝日町立糸魚小學校